# Frank Kastner
Frank Kastner (* 29. November 1969) ist ein ehemaliger deutscher Fußballspieler.

## Karriere
Über die Jugendmannschaften des FC Spöck, eines Vereins in Östringen, und des FC Olympia Kirrlach kam Frank Kastner 1987 zum Karlsruher SC. Am 9. April 1988, dem 24. Spieltag, kam der 18-jährige Kastner zu seinem ersten Bundesligaeinsatz. In den beiden folgenden Saisons setzte KSC-Trainer Winfried Schäfer den Spieler häufiger ein. So kam er bis 1990 auf insgesamt 30 Bundesligaspiele für den KSC (ein Tor). 1990 spielte er in der deutschen Olympiaauswahl und kam auf zwei Einsätze. Im November 1990 wechselte er zum SV Waldhof Mannheim, der in die zweite Liga abgestiegen war. Beim SVW spielte er 10-mal unter Trainer Günter Sebert. Nach der Saison verließ er den Waldhof wieder und ging nach Österreich zu Vorwärts Steyr. Für Steyr war er 23-mal in der ersten Liga am Ball. Zu Beginn der folgenden Saison trainierte Kastner um körperlich fit zu bleiben, absolvierte aber in dieser Zeit kein Punktspiel. Im Winter 1992/93 wechselte er schließlich zum Oberligisten SSV Reutlingen. 1994 qualifizierte sich der SSV für die neu eingeführte drittklassige Regionalliga. 1996 ging er zu Kickers Offenbach, mit dem er in seiner ersten Saison aus der Oberliga Hessen in die Regionalliga Süd aufstieg. 1999 kehrte er zum SSV Reutlingen zurück, wo er seine Karriere 2000 beendete.
Kastner spielte hauptsächlich als Manndecker oder Libero. Schon während seiner aktiven Zeit als Fußballer arbeitete Kastner als Versicherungsmakler.

### Statistik
| Liga          | Spiele (Tore) |
| ------------- | ------------- |
| Bundesliga    | 030 0(1)      |
| 2. Bundesliga | 010 0(0)      |
| Regionalliga  | 108 (11)      |
| Wettbewerb    |               |
| DFB-Pokal     | 005 0(0)      |

Hinzu kommen Spiele in den Oberligen. Hier sind nicht alle Daten bekannt.